# Національ (готель)
Готе́ль «Націона́ль» — споруджений архітектором Володимиром Ніколаєвим у 1876 році будинок у Києві. Стояв на місці нинішнього будинку кінотеатру «Орбіта» по Хрещатику, 29/1. По праву вважався одним з найкрасивіших будинків старого Хрещатика.
Вже у 1830-і відомий архітектор Вікентій Беретті утримував на цьому місці невеликий двоповерховий готель (у 1845 році тут зупинявся Микола Костомаров, а у 1846 році — Тарас Шевченко). У 1876 році за проектом Володимира Ніколаєва замість старої будівлі було зведено триповерховий будинок на замовлення чергового власника садиби — купця Марра. Будівля замикала вулицю Хрещатик і другим своїм фасадом виходила на Бессарабську площу. Готель вирізнявся оригінальністю форм. Наголос робився на чотириповерховому розі споруди, на противагу трьом, що дивилися на Хрещатик та Бессарабку. Таким чином зодчий дуже вдало підкреслив та архітектурно вирішив важливу розв'язку центральних вулиць міста. Перший поверх будівлі орендували магазини, а два горішні займав готель «Національ», першим власником якого був підприємець Шульц. Хоча готель постійно змінював власників і назву, називаючись то «Національним», то «Великим національним», то просто «Націоналем», це не заважало його репутації одного з найкращих у місті. З 1906 року у приміщенні готелю діяв кінотеатр «Електробіограф».

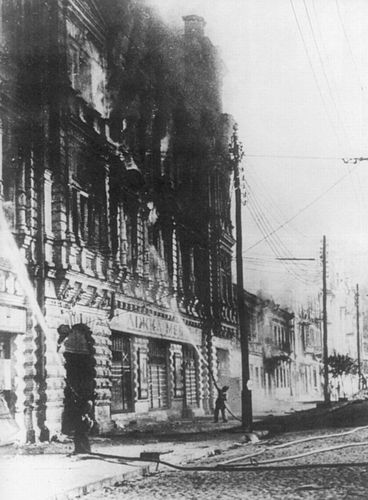
Пожежа в приміщенні колишнього готелю «Національний», 1941

Будівлю готелю «Національ» було знищено, разом з усім Хрещатиком, під час серії спланованих вибухів у 1941 році. Якраз тоді, радянська армія замінувала самотужки більшу частину Хрещатика і інших важливих будівель Києва, щоб можна було підірвати їх, у разі відступі від німецьких солдат. На жаль, така тактика «спаленої землі» була застосована червоною армією, і старий Хрещатик попри намагання німецьких окупантів локалізувати пожежі, спричинені внаслідок вибухів, був майже повністю знищений, а разом з ним і готель «Національ».